# Igreja de São Julião de Setúbal
A Igreja de São Julião fica situada em Setúbal, na Praça de Bocage, na freguesia de Setúbal (São Julião, Nossa Senhora da Anunciada e Santa Maria da Graça).
A Igreja de São Julião está classificada como Monumento Nacional desde 1910.

## Construção e reconstruções

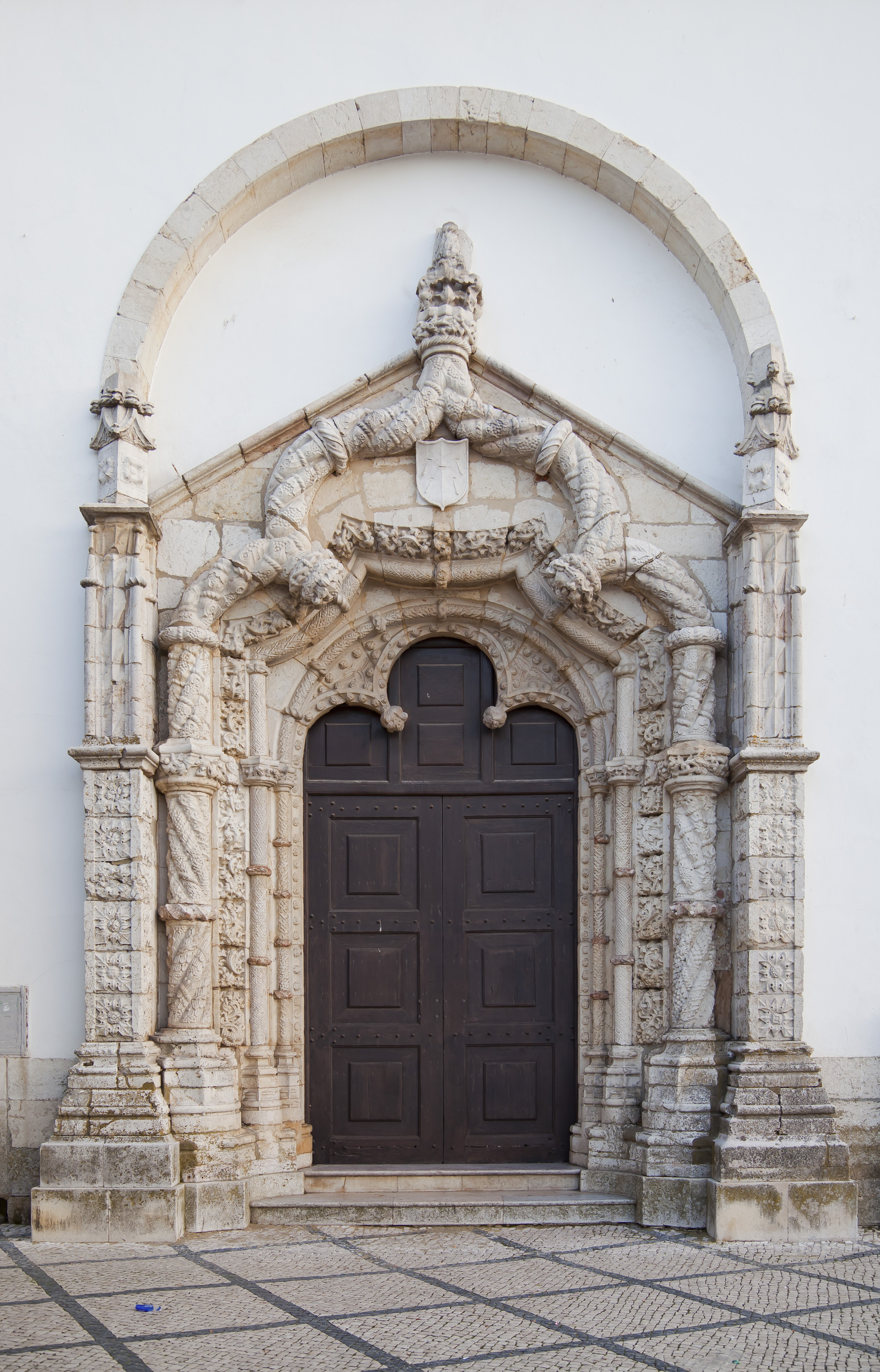
Portal norte

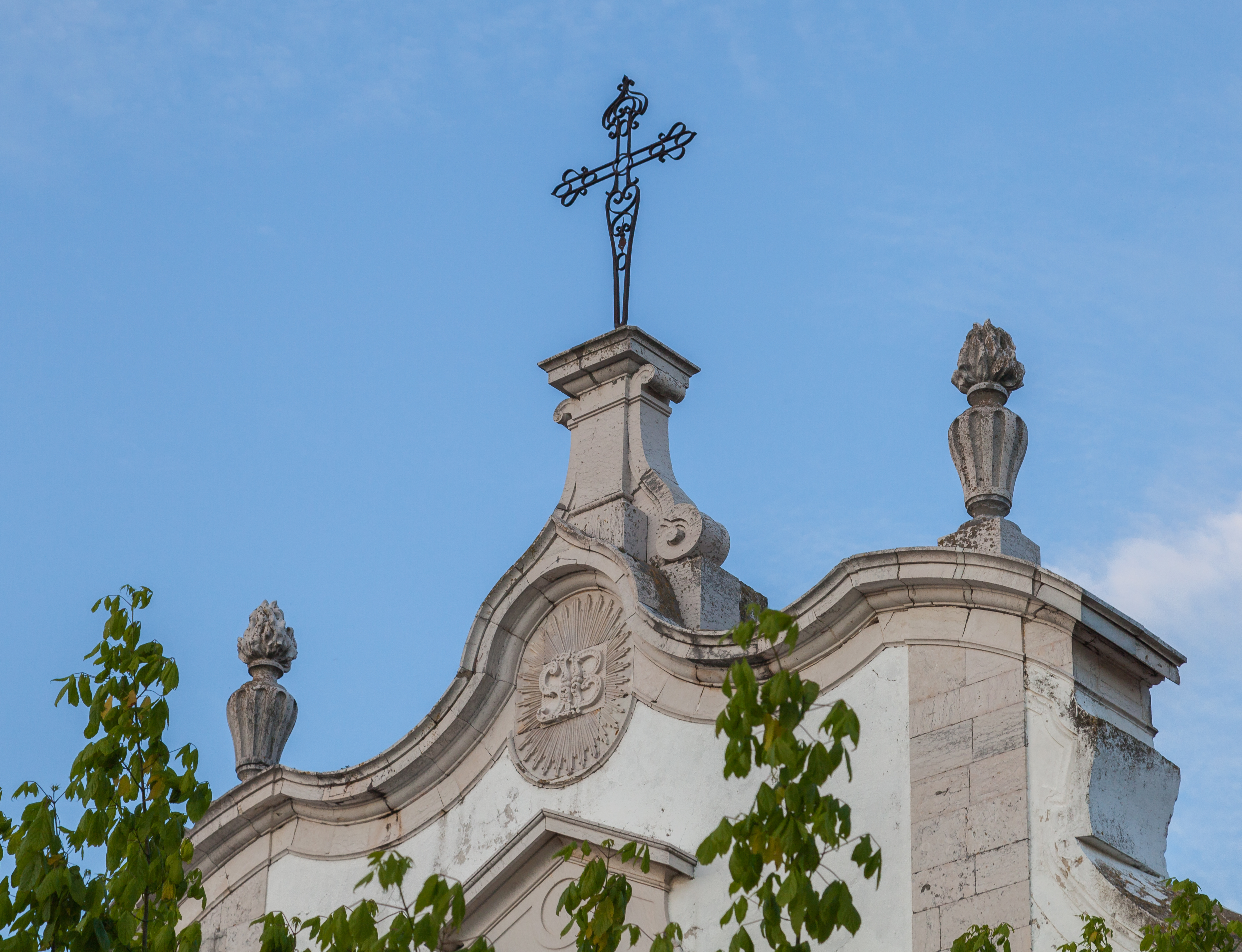
Detalhe

A fundação da Igreja de São Julião teve lugar em data incerta da segunda metade do século XIII.
Em 1513, D. Manuel I ordenou a sua reconstrução. A obra decorreu entre 1516 e 1520, sendo o traçado da igreja atribuído a João de Castilho e a direção da obra ao mestre pedreiro João Favacho.
Em 1570 volta a ser objeto de uma reedificação devido para reparação dos danos provocados pelo terramoto de 1531.
O terramoto de 1755 volta a danificá-la seriamente, sendo objeto de uma nova reconstrução no final do século XVIII.
Da reconstrução manuelina restam o portal principal (oeste), o portal lateral virado a norte e a porta da torre sineira.

## Azulejos
As paredes das naves, da capela-mor e da capela do Senhor dos Passos estão revestidas com painéis de azulejos recortados, com cercadura rococó polícroma e rodapé marmoreado.
Os azulejos datam de cerca de 1790.
Os painéis das naves têm como tema passos da vida de São Julião e de Santa Basilissa.

## Pintura
Na reconstrução manuelina a igreja foi decorada com um retábulo atribuído ao pintor Gregório Lopes, ou à sua oficina, de que resta a tábua Criação de Adão.